# Synpsylla wendlandiae
Synpsylla wendlandiae är en insektsart som beskrevs av Yang 1984. Synpsylla wendlandiae ingår i släktet Synpsylla och familjen rundbladloppor. Inga underarter finns listade i Catalogue of Life.